# قسمتی از شیشه (فیلم)
قسمتی از شیشه (به انگلیسی: The Parting Glass) فیلمی محصول سال ۲۰۱۸ و به کارگردانی استیون مویر است. در این فیلم بازیگرانی همچون اد اسنر، ریس ایفانز، ملیسا لیو، سینتیا نیکسون، آنا پاکوین، دنی اوهر و پل گراس ایفای نقش کرده‌اند.